# ArcelorMittal Dunkerque
51°2′17″ пн. ш. 2°18′9.17″ сх. д. / 51.03806° пн. ш. 2.3025472° сх. д.
«ArcelorMittal Dunkerque» (АрселорМіттал Дюнкерк) — металургійний комбінат на півночі Франції у місті Дюнкерк. Розташований на березі Північного моря. Одне з найбільших підприємств чорної металургії країни.

## Історія
Продуктивність комбінату у 1975 році становила 8 млн т сталі.

## Сучасний стан
Комбінат займає територію 7 км² на березі Північного моря, біля порту Дюнкерк. Він є найбільшим підприємством компанії ArcelorMittal у Франції. 2014 року для роботи комбінату було імпортовано 9,5 млн т руди і 4,5 млн т вугілля через порт Дюнкерк, що становить майже 30 % від всього тоннажу, що проходить через порт. Сировина надходить з Бразилії, Австралії, Китаю, Канади і США. Комбінат має 1 коксову батарею продуктивністю 1,4 млн т коксу на рік, 2 агломераційні установки продуктивністю 8 млн т агломерату на рік, 3 доменних печі об'ємом 1609 м³, 1994 м³, 3626 м³, [джерело?] сталеливарний цех з 3 конвертерами, 4 печі-ковша , 4 установки безперервного розливання сталі, цех гарячої прокатки. Продуктивність комбінату — 6,7 млн т слябів і 4,7 млн т штрипсового заліза на рік.